# Robert Bryndza
Robert Bryndza (* 1979 Lowestoft) je britský spisovatel a scenárista žijící na Slovensku.

## Život
Robert Bryndza se narodil v roce 1979 ve městě Lowestoft ve Velké Británii. Je známý jako autor detektivek, ovšem napsal i sérii romantických komedií. Jeho knihy vydává v češtině nakladatelství Grada Publishing, a. s., pod značkou Cosmopolis.
Začal psát ve svých třinácti letech, kdy mu rodiče k Vánocům koupili psací stroj. Vystudoval herectví na Guilford School of Acting v Londýně, ve kterém ale později nenašel uplatnění, a tak zkusil napsat divadelní hru s názvem Branko & Branka. Jelikož v roce 2007 na divadelním festivalu v Edinburghu uspěla, rozhodl se věnovat se psaní profesionálně. Než se mu podařilo prorazit, působil jako herec v Los Angeles, kde poznal svého současného manžela Jána Bryndzu, který pracoval jako vizážista u filmu.

## Tvorba
První autorova kniha Ne tak úplně soukromé e-maily Coco Pinchardové vyšla v roce 2013; jedná se o romantickou komedii, která měla čtyři pokračování. První dva díly byly přeloženy do slovenštiny; do češtiny byla autorova prvotina přeložena v roce 2021. S Jánem Bryndzou napsal satiru na život v Hollywoodu, kterou pojmenoval Mrcha Hollywood.  Čerpali zde ze svých zážitků z pobytu v tomto místě, zejména ze svých pracovních pozic herce a vizážisty. Později, znovu sám, sepsal ještě jeden romantický román Ten pravý a ta levá.
Přestože se svými díly s romantickým nádechem  do povědomí čtenářů dostal, jeho snem bylo vydat thriller s hlavní postavou detektiva šéfinspektora Eriky Fosterové. To se podařilo v roce 2016, kdy vyšel první titul Dívka v ledu. Toho se za dva roky prodaly více než dva miliony výtisků a byl mimo jiné označen za The Wall Street Journal nebo USA Today bestseller a práva byla prodána do dvaceti devíti jazyků. I pokračování Noční lov, Temné hlubiny, Do posledního dechu a Chladnokrevně se drží na předních příčkách prodejnosti. Zatím poslední knihou v této sérii je dílo s názvem Smrtící tajnosti. V této sérii autor často čerpá ze svých zkušeností. Například příběh knihy Noční lov je inspirován skutečností a odehrává se v místech Londýna, kde autor  přes deset let bydlel. Zajímavostí pak je, že hlavní postava sice žije ve Velké Británii, ale kořeny má slovenské.
V roce 2019 byla vydána první kniha autorovy nové série, jejíž hlavní postavou je Kate Marshallová, bývalá policistka s pohnutým osudem a značným smyslem pro spravedlnost, která se jako soukromá vyšetřovatelka poprvé představila v knize Kanibal z Nine Elms. Druhá kniha, s názvem Mlha nad Shadow Sands vyšla v češtině v listopadu 2020. Třetí díl série, Propast smrti, vyšel v češtině v listopadu 2021, dříve než v angličtině.

### Coco Pinchardová
| Č.                                                | Původní název                                   | Český název                                    | Původní publikace | Česká publikace | Vydavatelství | České ISBN             |
| ------------------------------------------------- | ----------------------------------------------- | ---------------------------------------------- | ----------------- | --------------- | ------------- | ---------------------- |
| 1                                                 | The Not So Secret Emails of Coco Pinchard       | Ne tak úplně soukromé e-maily Coco Pinchardové | 2012              | 2021            | Cosmopolis    | ISBN 978-80-271-0540-3 |
| 2                                                 | Coco Pinchard's Big Fat Tipsy Wedding           | Moje tlustá opilá svatba                       | 2013              | 2022            | Cosmopolis    | ISBN 978-80-271-0541-0 |
| 3                                                 | A Very Coco Christmas                           | bude oznámeno                                  | 2013              | bude oznámeno   | bude oznámeno | bude oznámeno          |
| Prequel hlavní série odehrávající se v roce 1985. |                                                 |                                                |                   |                 |               |                        |
|                                                   |                                                 |                                                |                   |                 |               |                        |
| 4                                                 | Coco Pinchard, the Consequences of Love and Sex | Následky lásky a sexu                          | 2014              | 2023            | Cosmopolis    | ISBN 978-80-271-0542-7 |
| 5                                                 | Coco Pinchard’s Must-Have Toy Story             | bude oznámeno                                  | 2015              | bude oznámeno   | bude oznámeno | bude oznámeno          |
| Prequel hlavní série odehrávající se v roce 1992. |                                                 |                                                |                   |                 |               |                        |
|                                                   |                                                 |                                                |                   |                 |               |                        |

### Erika Fosterová
| Č. | Původní název       | Český název         | Původní publikace | Česká publikace | Vydavatelství | České ISBN             |
| -- | ------------------- | ------------------- | ----------------- | --------------- | ------------- | ---------------------- |
| 1  | The Girl in the Ice | Dívka v ledu        | 2016              | 2016            | Grada         | ISBN 978-80-271-0370-6 |
| 2  | The Night Stalker   | Noční lov           | 2016              | 2017            | Grada         | ISBN 978-80-271-0404-8 |
| 3  | Dark Water          | Temné hlubiny       | 2016              | 2017            | Grada         | ISBN 978-80-271-0403-1 |
| 4  | Last Breath         | Do posledního dechu | 2017              | 2018            | Grada         | ISBN 978-80-271-0521-2 |
| 5  | Cold Blood          | Chladnokrevně       | 2017              | 2018            | Grada         | ISBN 978-80-271-0522-9 |
| 6  | Deadly Secrets      | Smrtící tajnosti    | 2018              | 2019            | Grada         | ISBN 978-80-271-0592-2 |
| 7  | Fatal Witness       | Osudné svědectví    | 2022              | 2022            | Grada         | ISBN 978-80-271-3689-6 |
| 8  | Lethal Vengeance    | Anděl smrti         | 2024              | 2024            | Grada         | ISBN 978-80-271-3688-9 |

### Kate Marshallová
| Č. | Původní název   | Český název           | Původní publikace | Česká publikace | Vydavatelství | České ISBN             |
| -- | --------------- | --------------------- | ----------------- | --------------- | ------------- | ---------------------- |
| 1  | Nine Elms       | Kanibal z Nine Elms   | 2019              | 2019            | Cosmopolis    | ISBN 978-80-271-2897-6 |
| 2  | Shadow Sands    | Mlha nad Shadow Sands | 2020              | 2020            | Cosmopolis    | ISBN 978-80-271-2898-3 |
| 3  | Darkness Falls  | Propast smrti         | 2021              | 2021            | Cosmopolis    | ISBN 978-80-271-2899-0 |
| 4  | Devil's Way     | Ďáblova cesta         | 2023              | 2023            | Cosmopolis    | ISBN 978-80-271-3686-5 |
| 5  | The Lost Victim | Záhadná oběť          | 2024              | 2024            | Cosmopolis    | ISBN 978-80-271-3234-8 |

### Další díla
| Č. | Původní název           | Český název         | Původní publikace | Česká/ Slovenská publikace | Vydavatelství | České ISBN             |
| -- | ----------------------- | ------------------- | ----------------- | -------------------------- | ------------- | ---------------------- |
| 1  | Lost in Crazytown       | Mrcha Hollywood     | 2012              | 2012                       | Marenčin PT   | ISBN 978-80-271-0370-6 |
| 2  | Miss Wrong and Mr Right | Ten pravý a ta levá | 2015              | 2016                       | Ikar          | ISBN 978-80-551-4847-2 |
| 3  | Fear The Silence        | Tíživé ticho        | 2023              | 2023                       | Cosmopolis    | ISBN 978-80-271-3687-2 |